# Vendolská lípa
Vendolská lípa (také známa jako Tisíciletá lípa) je památný strom v obci Vendolí na Pardubicku.

## Základní údaje
- název: Vendolská lípa, Tisíciletá lípa, lípa u hřiště ve Vendolí
- výška: 17,5 m[1]
- obvod: 670 cm[1], 750 cm (2011)[2]
- věk: 1000 let (podle pověsti), 500 let (odhad), asi 450 let[2]
- chráněna: ano, ještě před vyhlášením z roku 1998, datum neznámé
- finalista soutěže Strom roku 2006 (12. místo)
- Strom roku Pardubického kraje (2006)
- souřadnice: 49°44'4.481"N, 16°23'40.2"E

Lípa roste v části obce Horní Vendolí u hřiště. Dodnes je na ní původní starý štítek "Strom chráněný státem". Pravděpodobně byla rodovým stromem.

## Stav stromu a údržba
Strom má původní kmen, dutý a doširoka otevřený. Koruna zřejmě není původní, tu údajně zničil blesk.

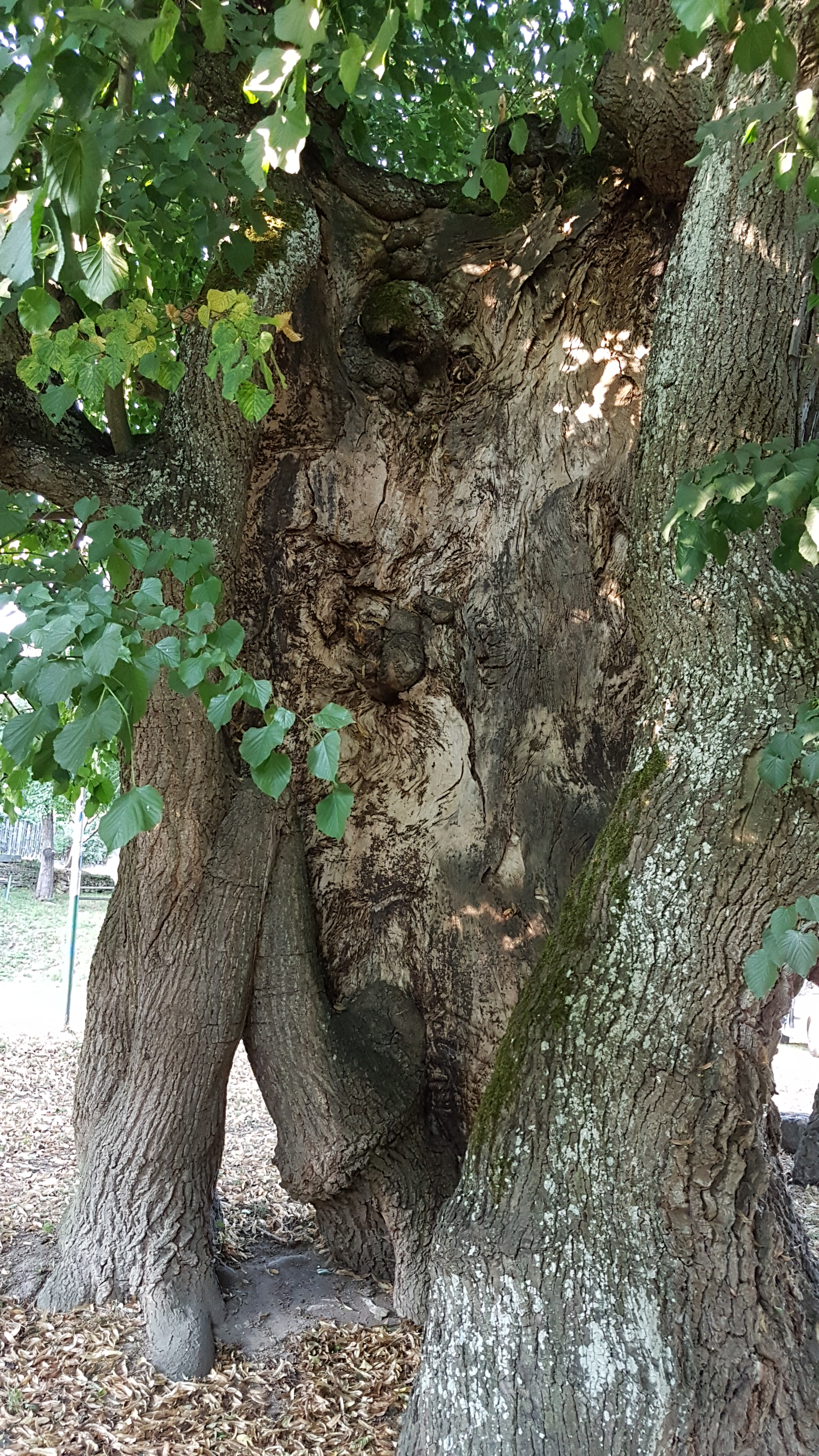
Dutina v kmenu lípy

## Historie a pověsti
Ke stromu se vztahuje pověst o 14 lakomých mlynářích z Vendolí a žebravé cikánce. Původně bylo ve Vendolí 14 mlýnů, které poháněl silný pramen vyvěrající v lese směrem k Pomezí. Jednou ale nastal tak zlý a suchý rok, že se ani stará cikánka nepokoušela žebrat u obyčejných lidí a zamířila si rovnou ke mlýnům. Když obešla všechny mlýny a stále měla prázdné ruce, šla výš podle potoka k pramenu. Tam pocítila silný hněv vůči mlynářům a pramen zaklela. Voda u Vendolí přestala vyvěrat a namísto toho se otevřely nové prameny u Radiměři.
Vendolská mládež se rozhodla, že pramen obnoví a s nářadím se vypravila do lesa. Když začali kopat, nebe se zatáhlo a přišla bouře s průtrží mračen, jakou nikdo nepamatoval. Mladí začali utíkat, ale z nebe spadlo tolik vody, že nastala povodeň, která zničila vše, co jí přišlo do cesty. Zůstal jen horní mlýn a lípa vedle něj stojící. Všichni děkovali bohu, že zachránil alespoň jejich životy a pramen se už nikdo otevírat nepokoušel. Zůstal z něj jen malý pramínek, který sotva dokázal uživit poslední mlýn. I ten ale později zanikl. Lípě srazil blesk vrchol. V dutině jejího prasklého kmene po letech začal růst výmladek a za nějakou dobu srostl se starou lípou v jediný strom.

## Další zajímavosti
Pověst o stromu je uložena v báni místního kostela. Lípa se dostala do finále ankety Strom roku 2006.

## Památné a významné stromy v okolí
- Lípa u hasičské zbrojnice (Vendolí)
- Lípa v Kamenné Horce
- Buk v parku Jana Palacha
- Lipovo-jasanová alej Lány-Kamenná Horka (významná alej)